# Julita Astaburuaga
Julia Elena Astaburuaga Larraín, más conocida como Julita Astaburuaga (Santiago, 17 de abril de 1919-Santiago, 14 de marzo de 2016), fue una socialité chilena, reconocida como uno de los íconos femeninos de la alta sociedad de su país.

## Vida
Proveniente de una familia tradicional y conservadora, fue la segunda hija de Jorge Astaburuaga Lyon y Elena Larraín Velasco entre dos hermanos varones, Carlos y Jorge. Su abuelo paterno, Jorge Astaburuaga Vergara, se desempeñó como diputado, intendente y diplomático. Su abuelo materno, Carlos Larraín Claro, se desempeñó como ministro de Guerra y Marina en los gobiernos de los presidentes Pedro Montt Montt, Elías Fernández Albano y Emiliano Figueroa Larraín.
Vivió un tiempo en París y a su regreso pasó por varios colegios santiaguinos: el Jeanne D'Arc, las Monjas Inglesas, el Universitario Inglés y las Monjas Francesas, donde estuvo interna.
En 1939 compartió con María Luisa Correa segundo lugar en el concurso nacional de belleza, predecesor del Miss Universo Chile (la ganadora ese año fue Elisa Ripamonti, futura esposa del político Francisco Bulnes Sanfuentes).

## Matrimonio e hijos
Se casó a los 27 años con el diplomático Fernando Maquieira Elizalde, con quien tuvo dos hijos: Cristián, que siguió la carrera de su padre, y Diego, poeta. Dos días después de su matrimonio, celebrado en 1947 en la iglesia El Golf, la pareja se trasladó a Nueva York, donde Maquieira asumió como secretario de la embajada chilena en la Organización de las Naciones Unidas; acompañó a su marido en los destinos a otros países hasta que regresó definitivamente a Chile a principios de los años 1970; en esa época se separaron después de un cuarto de siglo de vivir juntos. En la década siguiente asumió como directora de la Corporación Amigos del Teatro Municipal.
En 1996 publicó un libro titulado Así lo hago yo, que incluye crónicas sobre su vida y consejos sobre gastronomía y modales, entre otros tópicos.
En septiembre de 2009, conocido su aprecio y acercamiento desde que vivió con su esposo en la misión diplomática en Perú, hizo esfuerzos por acercar las relaciones entre ambos países, motivo por el cual fue condecorada con la "Orden al Mérito por Servicios Distinguidos", entregada en la Embajada de Perú en Chile.
La reconocida socialité chilena luchaba contra un cáncer de páncreas que terminó con su vida la mañana del 14 de marzo de 2016 a los 96 años.